# Josué Villafranca
Josué Isaías Villafranca Quiñónez (Danlí, El Paraíso, Honduras; 16 de diciembre de 1999) es un futbolista hondureño. Juega como delantero y su actual club es Juticalpa de la Liga Nacional de Honduras.

## Trayectoria

### Motagua
Tras un destacado paso con la reserva motagüense, en la que tuvo como entrenador a Javier Núñez, Diego Vásquez decidió ascenderlo al primer equipo durante el Torneo Apertura 2016. Debutó oficialmente el 9 de octubre de 2016 contra Juticalpa en el Estadio Nacional, en un juego que finalizó con empate de 2-2. El 13 de enero de 2019, durante la goleada por 4-0 sobre Honduras Progreso, Villafranca ingresó al minuto 56 del partido en sustitución de Erick Andino y, al minuto 79, anotó el cuarto gol de Motagua y el primero de su carrera profesional.

### Vida
El 29 de julio de 2019, se anunció su préstamo por seis meses al Vida, procedente de Motagua.

## Selección nacional

### Selecciones menores
El 10 de julio de 2018 se anunció que Carlos Tábora lo había convocado para disputar los XXIII Juegos Centroamericanos y del Caribe en Barranquilla, Colombia. 
Participaciones
| Torneo                                     | Sede           | Resultado      | Partidos | Goles |
| ------------------------------------------ | -------------- | -------------- | -------- | ----- |
| XXIII Juegos Centroamericanos y del Caribe | Colombia       | Medalla Bronce | 4        | 1     |
| Campeonato Sub-20 de 2018                  | Estados Unidos | Cuarto lugar   | 7        | 7     |

## Estadísticas

### Clubes
Actualizado al último partido jugado el 15 de mayo de 2022.
| Club | Temporada           | Div.                | Liga  | Liga  | Copas Nacionales(1) | Copas Nacionales(1) | Copas Internacionales(2) | Copas Internacionales(2) | Total | Total | Media goleadora(3) |
| Club | Temporada           | Div.                | Part. | Goles | Part.               | Goles               | Part.                    | Goles                    | Part. | Goles | Media goleadora(3) |
| --- | ------------------- | ------------------- | ----- | ----- | ------------------- | ------------------- | ------------------------ | ------------------------ | ----- | ----- | ------------------ |
| Motagua Honduras |                     |                     |       |       |                     |                     |                          |                          |       |       |                    |
| 2016-17 | 1.ª                 | 1                   | 0     | 0     | 0                   | -                   | -                        | 1                        | 0     | 0     |                    |
| 2017-18 | 1.ª                 | 0                   | 0     | -     | -                   | 0                   | 0                        | 0                        | 0     | 0     |                    |
| 2018-19 | 1.ª                 | 5                   | 1     | 0     | 0                   | 0                   | 0                        | 5                        | 1     | 0.20  |                    |
| Total | Total               | 6                   | 1     | 0     | 0                   | 0                   | 0                        | 6                        | 1     | 0.17  |                    |
| Vida Honduras |                     |                     |       |       |                     |                     |                          |                          |       |       |                    |
| 2019-20 | 1.ª                 | 18                  | 9     | -     | -                   | -                   | -                        | 18                       | 9     | 0.5   |                    |
| Total | Total               | 18                  | 9     | 0     | 0                   | 0                   | 0                        | 18                       | 9     | 0.5   |                    |
| Motagua Honduras |                     |                     |       |       |                     |                     |                          |                          |       |       |                    |
| 2019-20 | 1.ª                 | 2                   | 0     | -     | -                   | 0                   | 0                        | 2                        | 0     | 0     |                    |
| Total | Total               | 2                   | 0     | 0     | 0                   | 0                   | 0                        | 2                        | 0     | 0     |                    |
| Intercity España |                     |                     |       |       |                     |                     |                          |                          |       |       |                    |
| 2020-21 | 3.ª                 | 1                   | 0     | -     | -                   | 0                   | 0                        | 1                        | 0     | 0     |                    |
| Total | Total               | 1                   | 0     | 0     | 0                   | 0                   | 0                        | 1                        | 0     | 0     |                    |
| Motagua Honduras |                     |                     |       |       |                     |                     |                          |                          |       |       |                    |
| 2020-21 | 1.ª                 | 8                   | 1     | -     | -                   | 0                   | 0                        | 8                        | 1     | 0.13  |                    |
| 2021-22 | 1.ª                 | 28                  | 5     | -     | -                   | 2                   | 0                        | 30                       | 5     | 0.17  |                    |
| Total | Total               | 36                  | 6     | 0     | 0                   | 2                   | 0                        | 38                       | 6     | 0.16  |                    |
| Victoria Honduras |                     |                     |       |       |                     |                     |                          |                          |       |       |                    |
| 2022-23 | 1.ª                 |                     |       | -     | -                   | -                   | -                        |                          |       | 0     |                    |
| Total | Total               |                     |       |       |                     |                     |                          |                          |       | 0     |                    |
| Total en su carrera | Total en su carrera | Total en su carrera | 63    | 16    | 0                   | 0                   | 2                        | 0                        | 65    | 16    | 0.25               |
| (1)Incluye Copa de Honduras. (2)Incluye Liga de Campeones de la Concacaf y Liga Concacaf. (3)No incluye goles en partidos amistosos. |                     |                     |       |       |                     |                     |                          |                          |       |       |                    |

## Palmarés

### Campeonatos nacionales
| Título                | Club    | País     | Año  |
| --------------------- | ------- | -------- | ---- |
| Torneo Apertura       | Motagua | Honduras | 2016 |
| Torneo Clausura       | Motagua | Honduras | 2017 |
| Supercopa de Honduras | Motagua | Honduras | 2017 |
| Torneo Apertura       | Motagua | Honduras | 2018 |
| Torneo Clausura       | Motagua | Honduras | 2019 |
| Torneo Clausura       | Motagua | Honduras | 2022 |